# توسيط مصوت
توسيط المصوت عند الصرفيين إدخال حرف مصوت بين حرفين.

## أمثلة

### عربية
- منع التقاء ساكنين: نارجيل بفتح الراء، وأصلها بالفارسية نارگیل براء ساكنة.[1]

## انظر أبضا
- حذف وزيادة